# Camerata Labacensis
Camerata Labacensis je slovenski komorni orkester. Ustanovljen je bil leta 1980 z namenom, da nadaljuje delo Komornega orkestra RTV Ljubljana, ki je bil ustanovljen leta 1975, z delovanjem pa je prenehal leta 1979. Komorni orkester RTV Ljubljana so sicer sestavljali glasbeniki Simfoničnega orkestra RTV Ljubljana (danes Simfonični orkester RTV Slovenija), ki so bili tudi ustanovni člani Camerate Labacensis. Njen prvi umetniški vodja je bil dirigent Anton Nanut, od leta 1990 dalje pa to funkcijo opravlja violist, glasbeni pedagog in dirigent Franc Avsenek. Danes orkester nima stalne zasedbe (prilagaja se zahtevam izvajanega programa), čeprav v njej nepogrešljivo sodelujejo nekateri priznani slovenski glasbeniki, med drugim tudi člani Ljubljanskega godalnega kvarteta.
Camerata Labacensis je doslej nastopila na več kot sto koncertnih prireditvah v Sloveniji in tujini. Poleg dirigentov Antona Nanuta in Franca Avseneka so orkester vodili še Uroš Lajovic, Jože Privšek, Bojan Adamič, Carl Davis, Kurt Redl, Lorenzo Castriota Skanderbeg, Aleksander Pitamic, Jean-Jacques Kantorow, Marko Munih, Stane Jurgec, Lovrenc Arnič, Igor Švara in drugi. Med vidnejšimi solisti, ki so z orkestrom nastopali, so Dubravka Tomšič Srebotnjak, Irena Grafenauer, Maria Graaf, Mirjam Kalin, Irena Baar, Jože Falout, Boštjan Lipovšek, Mile Kosi, Pierre Amoyal, Franco Gulli, Saško Gavrilov, Miha Pogačnik in drugi.
Ansambel izvaja komorno-orkestrsko glasbo raznovrstnih stilnih obdobij, od baroka do filmske glasbe, s katero se redno predstavlja tudi na festivalu nemega filma v Pordenonu. Ima obsežno diskografijo. 